# Eșantion părtinitor
Un eșantion părtinitor este un eșantion statistic al unei populații în care unii membri ai acesteia sunt mai puțin probabil să fie incluși, astfel el devenind nereprezentativ pentru întreaga clasă sau populație. Pentru a fi reprezentativ pentru o clasă întreagă, eșantionul studiat trebuie să fie compus din indivizi selectați aleatoriu, eliminându-se orice proprietăți comune care ar putea influența rezultatul. Altfel, ceea ce caracterizează întreg eșantionul nu se poate generaliza asupra întregii clase sau populații.

## Exemple
- Sondajele efectuate telefonic sunt eșantioane părtinitoare deoarece cei care răspund se selecționează pe ei înșiși. Acele persoane care sunt motivate să răspundă, de obicei au opinii puternice, sunt suprareprezentativi, iar persoanele care sunt indiferente sau apatice probabil nu vor răspunde la sondaj. Acest lucru duce de obicei la polarizarea răspunsurilor cu perspective extreme ceea ce are ca efect o influență disproporționată în interpretarea datelor. Aceste tipuri de sondaje sunt considerate neștiințifice.
- „Un sondaj efectuat în rândul femeilor la ieșirea din sală după meciul de baschet de ieri a arătat ca 93 % din românce urmăresc meciurile de baschet cu mare interes.”
- „Dintre locuitorii Covasnei pe care i-am întrebat, 80 % au răspuns că l-ar vota pe Markó Béla ca președinte, deci se pare că acesta este favoritul pe țară în cursa electorală.”